# Laak (stadsdeel van Den Haag)
Laak is sinds 1988 een stadsdeel van Den Haag. Het heeft een oppervlakte van 4,27 km² en is daarmee het kleinste van de stadsdelen van Den Haag. Er woonden in 2017 42.405 mensen.
De volgende wijken behoren tot dit stadsdeel:
- Laakkwartier en Spoorwijk
- Binckhorst

## Geschiedenis
In dit poldergebied dat nu Laak heet en naar het daar gelegen veenriviertje De Laak is genoemd, werd de spoorlijn Amsterdam–Den Haag–Rotterdam aangelegd, met een station op de plaats van het huidige station Hollands Spoor, dat lag aan de rand van Den Haag, op Rijswijks grondgebied. De gemeente Den Haag kreeg het gebied in 1843 van de gemeente Rijswijk, tegen een jaarlijkse (niet geïndexeerde) vergoeding van 400 gulden, die nog altijd betaald wordt. Aanleiding hiertoe was de veiligheid rond het station te kunnen garanderen, en daarbij was voldoende politietoezicht nodig, maar dat kon Rijswijk met zijn twee veldwachters niet verwezenlijken. Rond 1900 werden het Laakkanaal en insteekhavens gegraven, waar zich industrie vestigde. Het grootste deel van die industriewijk is nu omgebouwd tot campus van de Haagse Hogeschool en woongebied met (studenten)flats. De woningbouwverenigingen en de gemeente realiseerden in de woonwijk Laakkwartier volkswoningbouw naar ontwerp van Berlage, met name in de periode 1915–1935. Ten dele is deze bouw vervangen door moderne bebouwing van eengezinswoningen en flatgebouwen in laag- en hoogbouw. De groenstrook langs de Laak was ooit bestemd voor een doorgaande weg tussen Binckhorst en Erasmusweg, maar daar is de Neherkade voor in de plaats gekomen.
In de 21e eeuw werd het Laakkwartier steeds meer een probleemwijk. In 2004 bijvoorbeeld vond er de gewelddadige aanhouding plaats van leden van de terroristische Hofstadgroep, die zich in een pand hadden verschanst. Veel voorkomend probleem is de "verkamering" van woningen om de huuropbrengst te verhogen en de verhuurregels te omzeilen. Arbeidsmigranten zijn aangewezen op deze kamers en veroorzaken veel overlast en vervuiling in de buurt. Het gemeentebestuur erkende in juni 2022, dat het niet meer tegen de problemen was opgewassen, en het Rijk om hulp had gevraagd.

## Bezienswaardig
- Haagvliet
- Laakmolen
- Station Hollands Spoor
- Haaglanden MegaStores